# Prostore, Bilokurakîne
Prostore (în ucraineană Просторе) este localitatea de reședință a comunei Prostore din raionul Bilokurakîne, regiunea Luhansk, Ucraina.

## Demografie
Componența lingvistică a localității Prostore
     Ucraineană (90,07%)
     Rusă (9,78%)
     Alte limbi (0,14%)
Conform recensământului din 2001, majoritatea populației localității Prostore era vorbitoare de ucraineană (90,07%), existând în minoritate și vorbitori de rusă (9,78%).